# Karl Scheit
Karl Scheit (21. dubna 1909 v Schönbrunnu (dnes Svinov) - 22. listopadu 1993 ve Vídni) byl rakouský kytarista, loutnista a hudební pedagog. Je znám jako "Rakouský Segovia".
Byl 1933-1984 profesorem na vídeňské Hudební akademii, nyní univerzitě múzických umění ve Vídni, a na vídeňské konzervatoři. Mezi jeho studenty patřili Heinz Wallisch, Robert Wolff, Jürg Chamber, Richard Pilkington a Konrad Ragossnig.
Je autorem publikace "Učebnice pro kytaru".